# قوة الأمم المتحدة للانتشار الوقائي

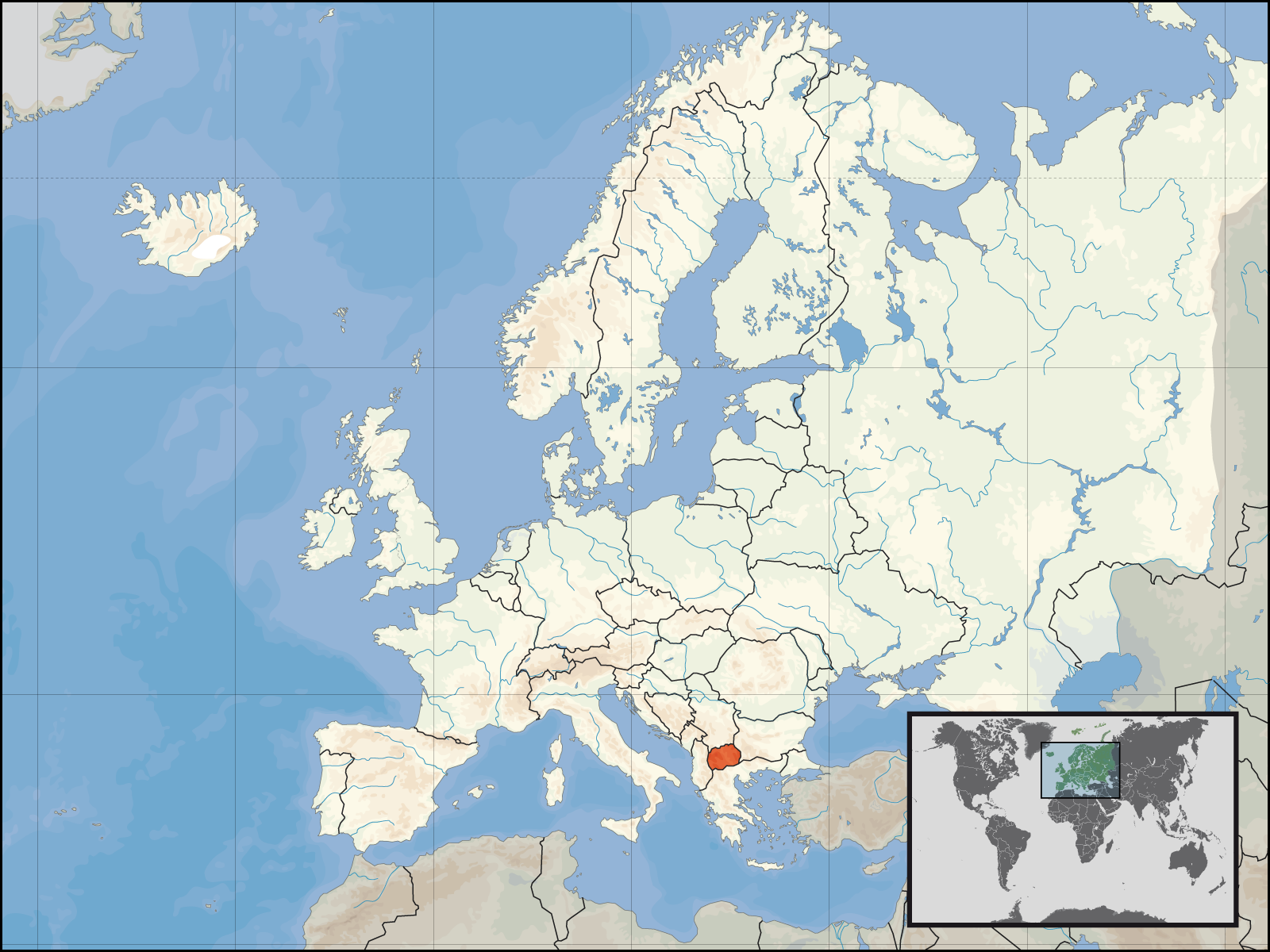

تأسست قوة الأمم المتحدة للانتشار الوقائي (UNPREDEP) في 31 آذار / مارس 1995 بموجب قرار مجلس الأمن رقم 983 لتحل محل قوة الأمم المتحدة للحماية في جمهورية مقدونيا الشمالية. وظلت مهمة قوة الأمم المتحدة للانتشار الوقائي كما هي من حيث الأساس: لرصد والإبلاغ عن أي تطورات في المناطق الحدودية من شأنها تقويض الثقة والاستقرار في البلاد وتهديد أراضيها. وتعتبر على نطاق واسع مثالاً للنشر الناجح لقوات حفظ السلام التابعة للأمم المتحدة في منع الصراع والعنف ضد المدنيين. تم إنهاء القوة في 28 فبراير 1999، بعد تمديدها الأخير في القرار 1186 عندما استخدمت الصين حق النقض ضد تجديدها في عام 1999 بعد اعتراف مقدونيا الشمالية الدبلوماسي بتايوان.

## مرجع خارجي
- UNPREDEP الموقع الرسمي